# ميج (سمك)
مَيْج أو فرخ البحر سمك طيار يسمونه في الإسكندرية فَرْخَة (شركة المصايد). ويُسمَّى الغُرنار الطائر